# 24h Le Mans 1986

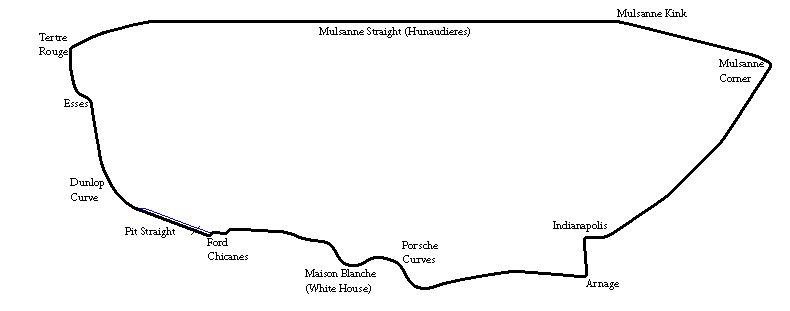
Tor Circuit de la Sarthe

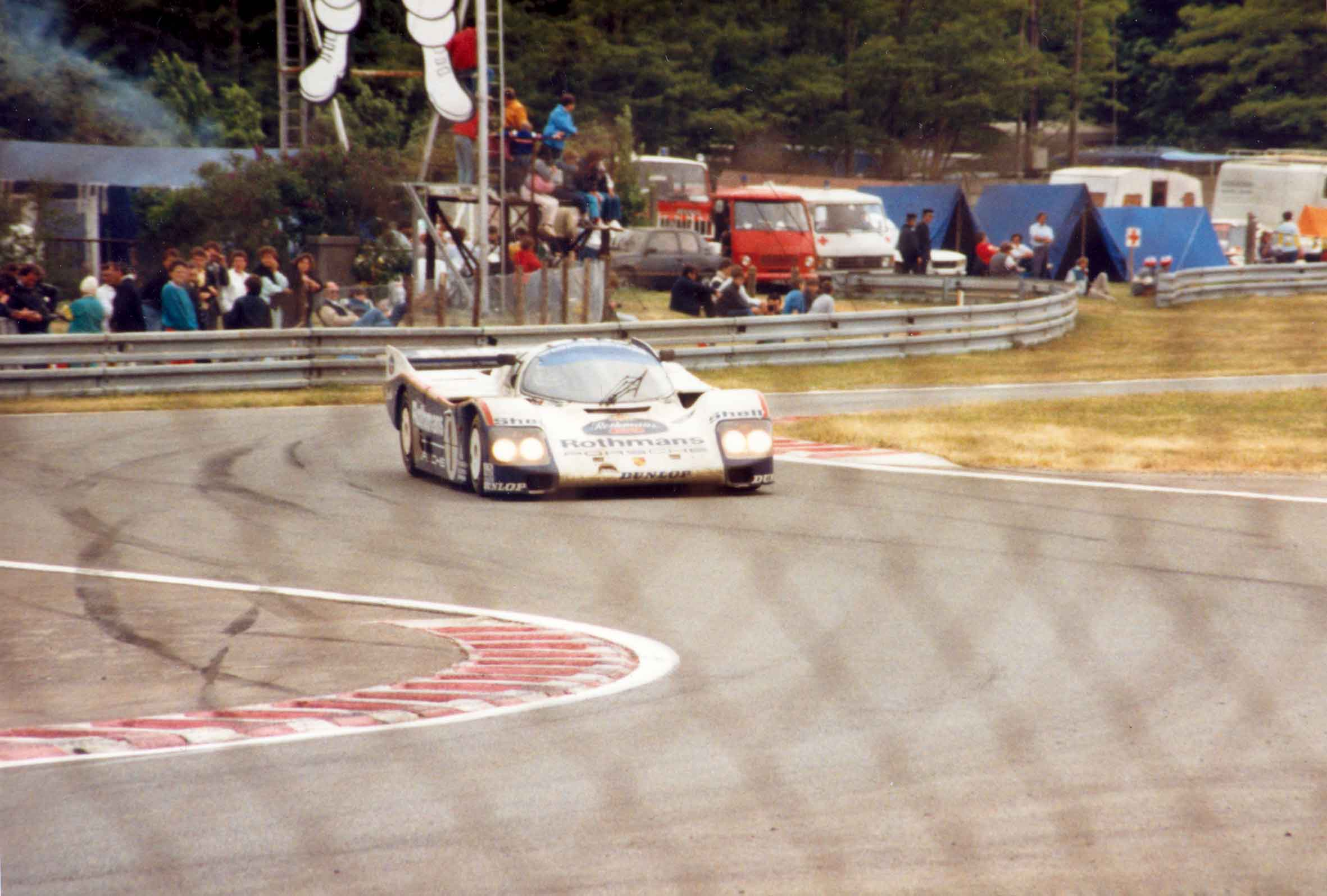
Porsche nr 1 - zwycięzca wyścigu

24h Le Mans 1986 – 24–godzinny wyścig rozegrany na torze Circuit de la Sarthe w dniach 31 maja – 1 czerwca 1986 roku.

## Wyniki
Źródło: experiencelemans.com
| Poz.  | Klasa | Nr  | Zespół                                        | Kierowcy                                            | Nadwozie                           | Opony | Okr. |
| Poz.  | Klasa | Nr  | Zespół                                        | Kierowcy                                            | Silnik                             | Opony | Okr. |
| ----- | ----- | --- | --------------------------------------------- | --------------------------------------------------- | ---------------------------------- | ----- | ---- |
| 1     | C1    | 1   | Rothmans Porsche                              | Derek Bell Hans Joachim Stuck Al Holbert            | Porsche 962C                       | D     | 368  |
| 1     | C1    | 1   | Rothmans Porsche                              | Derek Bell Hans Joachim Stuck Al Holbert            | Porsche Type-935 2.6L Turbo Flat-6 | D     | 368  |
| 2     | C1    | 17  | Brun Motorsport                               | Oscar Larrauri Jesús Pareja Joël Gouhier            | Porsche 962C                       | M     | 360  |
| 2     | C1    | 17  | Brun Motorsport                               | Oscar Larrauri Jesús Pareja Joël Gouhier            | Porsche Type-935 2.6L Turbo Flat-6 | M     | 360  |
| 3     | C1    | 8   | Joest Racing                                  | George Follmer John Morton Kenper Miller            | Porsche 956                        | G     | 355  |
| 3     | C1    | 8   | Joest Racing                                  | George Follmer John Morton Kenper Miller            | Porsche Type-935 2.6L Turbo Flat-6 | G     | 355  |
| 4     | C1    | 33  | Danone Porsche España John Fitzpatrick Racing | Emilio de Villota Fermín Velez George Fouché        | Porsche 956B                       | G     | 349  |
| 4     | C1    | 33  | Danone Porsche España John Fitzpatrick Racing | Emilio de Villota Fermín Velez George Fouché        | Porsche Type-935 2.6L Turbo Flat-6 | G     | 349  |
| 5     | C1    | 9   | Obermaier Racing                              | Jürgen Lässig Fulvio Ballabio Dudley Wood           | Porsche 956                        | G     | 345  |
| 5     | C1    | 9   | Obermaier Racing                              | Jürgen Lässig Fulvio Ballabio Dudley Wood           | Porsche Type-935 2.6L Turbo Flat-6 | G     | 345  |
| 6     | C1    | 63  | Ernst Schuster                                | Siegfried Brunn Ernst Schuster Rudi Seher           | Porsche 936C                       | D     | 344  |
| 6     | C1    | 63  | Ernst Schuster                                | Siegfried Brunn Ernst Schuster Rudi Seher           | Porsche Type-962 2.8L Turbo Flat-6 | D     | 344  |
| 7     | GTX   | 180 | Porsche AG                                    | René Metge Claude Ballot-Léna                       | Porsche 961                        | D     | 321  |
| 7     | GTX   | 180 | Porsche AG                                    | René Metge Claude Ballot-Léna                       | Porsche Type-935 2.8L Turbo Flat-6 | D     | 321  |
| 8     | C2    | 75  | ADA Engineering                               | Ian Harrower Evan Clements Tom Dodd-Noble           | Gebhardt JC843                     | A     | 318  |
| 8     | C2    | 75  | ADA Engineering                               | Ian Harrower Evan Clements Tom Dodd-Noble           | Ford Cosworth DFL 3.3L V8          | A     | 318  |
| 9     | C1    | 14  | Liqui Moly Equipe                             | Mauro Baldi Price Cobb Rob Dyson                    | Porsche 956 GTi                    | G     | 318  |
| 9     | C1    | 14  | Liqui Moly Equipe                             | Mauro Baldi Price Cobb Rob Dyson                    | Porsche Type-935 2.6L Turbo Flat-6 | G     | 318  |
| 10    | C1    | 55  | John Fitzpatrick Racing                       | Philippe Alliot Paco Romero Michel Trollé           | Porsche 962C                       | G     | 312  |
| 10    | C1    | 55  | John Fitzpatrick Racing                       | Philippe Alliot Paco Romero Michel Trollé           | Porsche Type-935 2.6L Turbo Flat-6 | G     | 312  |
| 11    | C2    | 90  | Jens Winther                                  | Jens Winther David Mercer Lars Viggo Jensen         | URD C83                            | A     | 310  |
| 11    | C2    | 90  | Jens Winther                                  | Jens Winther David Mercer Lars Viggo Jensen         | BMW M88 3.5L I6                    | A     | 310  |
| 12    | C2    | 100 | WM Secateva                                   | Claude Haldi Roger Dorchy Pascal Pessiot            | WM P83B                            | M     | 301  |
| 12    | C2    | 100 | WM Secateva                                   | Claude Haldi Roger Dorchy Pascal Pessiot            | Peugeot PRV 2.7L Turbo V6          | M     | 301  |
| 13    | C1    | 47  | Graff Racing                                  | Jean-Philippe Grand Jacques Goudchaux Marc Menant   | Rondeau M482                       | ?     | 299  |
| 13    | C1    | 47  | Graff Racing                                  | Jean-Philippe Grand Jacques Goudchaux Marc Menant   | Ford Cosworth DFL 3.3L V8          | ?     | 299  |
| 14    | GTP   | 21  | Richard Cleare Racing                         | Richard Cleare Lionel Robert Jack Newsum            | March 85G                          | G     | 299  |
| 14    | GTP   | 21  | Richard Cleare Racing                         | Richard Cleare Lionel Robert Jack Newsum            | Porsche Type-962 2.8L Turbo Flat-6 | G     | 299  |
| 15    | C2    | 78  | Ecurie Ecosse                                 | Les Delano John Hotchkiss Andy Petery               | Ecosse C285                        | A     | 293  |
| 15    | C2    | 78  | Ecurie Ecosse                                 | Les Delano John Hotchkiss Andy Petery               | Ford Cosworth DFL 3.3L V8          | A     | 293  |
| 16    | C1    | 32  | Nissan Motorsport                             | James Weaver Masahiro Hasemi Takao Wada             | Nissan R85V                        | D     | 285  |
| 16    | C1    | 32  | Nissan Motorsport                             | James Weaver Masahiro Hasemi Takao Wada             | Nissan VG30ET 3.0L Turbo V6        | D     | 285  |
| 17    | C2    | 102 | Lucien Rossiaud                               | Noël del Bello Lucien Rossiaud Bruno Sotty          | Rondeau M379C                      | A     | 278  |
| 17    | C2    | 102 | Lucien Rossiaud                               | Noël del Bello Lucien Rossiaud Bruno Sotty          | Ford Cosworth DFV 3.0L V8          | A     | 278  |
| 18    | C1    | 13  | Primagaz Team Cougar                          | Yves Courage Alain de Cadenet Pierre-Henri Raphanel | Cougar C12                         | M     | 267  |
| 18    | C1    | 13  | Primagaz Team Cougar                          | Yves Courage Alain de Cadenet Pierre-Henri Raphanel | Porsche Type-935 2.6L Turbo Flat-6 | M     | 267  |
| 19    | C2    | 70  | Spice Engineering                             | Gordon Spice Ray Bellm Jean-Michel Martin           | Spice SE86C                        | A     | 257  |
| 19    | C2    | 70  | Spice Engineering                             | Gordon Spice Ray Bellm Jean-Michel Martin           | Ford Cosworth DFL 3.3L V8          | A     | 257  |
| 20 NS | C1    | 38  | Dome Co. Ltd.                                 | Eje Elgh Beppe Gabbiani Toshio Suzuki               | Dome 86C-L                         | D     | 296  |
| 20 NS | C1    | 38  | Dome Co. Ltd.                                 | Eje Elgh Beppe Gabbiani Toshio Suzuki               | Toyota 4T-GT 2.1L Turbo I4         | D     | 296  |
| 21 NS | B     | 111 | MK Motorsport                                 | Michael Krankenberg Pascal Witmeur Jean-Paul Libert | BMW M1                             | D     | 265  |
| 21 NS | B     | 111 | MK Motorsport                                 | Michael Krankenberg Pascal Witmeur Jean-Paul Libert | BMW M88 3.5L I6                    | D     | 265  |
| 22 NS | C2    | 72  | Bartlett/Goodmans Sound                       | Robin Donovan Richard Jones Nick Adams              | Bardon DB1                         | ?     | 211  |
| 22 NS | C2    | 72  | Bartlett/Goodmans Sound                       | Robin Donovan Richard Jones Nick Adams              | Ford Cosworth DFL 3.3L V8          | ?     | 211  |
| 23 NS | C2    | 95  | Roland Bassaler                               | Roland Bassaler Dominique Lacaud Yvan Tapy          | Sauber SHS C6                      | A     | 20`  |
| 23 NS | C2    | 95  | Roland Bassaler                               | Roland Bassaler Dominique Lacaud Yvan Tapy          | BMW M88 3.5L I6                    | A     | 20`  |
| 24 NU | C1    | 51  | Silk Cut Jaguar Tom Walkinshaw Racing         | Derek Warwick Eddie Cheever Jean-Louis Schlesser    | Jaguar XJR-6                       | D     | 239  |
| 24 NU | C1    | 51  | Silk Cut Jaguar Tom Walkinshaw Racing         | Derek Warwick Eddie Cheever Jean-Louis Schlesser    | Jaguar 6.0L V12                    | D     | 239  |
| 25 NU | C1    | 7   | Joest Racing                                  | Klaus Ludwig Paolo Barilla „John Winter”            | Porsche 956B                       | G     | 196  |
| 25 NU | C1    | 7   | Joest Racing                                  | Klaus Ludwig Paolo Barilla „John Winter”            | Porsche Type-935 2.6L Turbo Flat-6 | G     | 196  |
| 26 DK | C2    | 79  | Ecurie Ecosse                                 | David Leslie Ray Mallock Mike Wilds                 | Ecosse C286                        | A     | 181  |
| 26 DK | C2    | 79  | Ecurie Ecosse                                 | David Leslie Ray Mallock Mike Wilds                 | Austin-Rover V64V 3.0L V6          | A     | 181  |
| 27 NU | C1    | 2   | Rothmans Porsche                              | Jochen Mass Bob Wollek Vern Schuppan                | Porsche 962C                       | D     | 180  |
| 27 NU | C1    | 2   | Rothmans Porsche                              | Jochen Mass Bob Wollek Vern Schuppan                | Porsche Type-935 2.6L Turbo Flat-6 | D     | 180  |
| 28 NU | C1    | 10  | Porsche Kremer Racing                         | Jo Gartner Sarel van der Merwe Kunimitsu Takahashi  | Porsche 962C                       | Y     | 169  |
| 28 NU | C1    | 10  | Porsche Kremer Racing                         | Jo Gartner Sarel van der Merwe Kunimitsu Takahashi  | Porsche Type-935 2.6L Turbo Flat-6 | Y     | 169  |
| 29 DK | C1    | 66  | Cosmik Racing Promotions                      | Costas Los Raymond Touroul Neil Crang               | March 84G                          | A     | 169  |
| 29 DK | C1    | 66  | Cosmik Racing Promotions                      | Costas Los Raymond Touroul Neil Crang               | Porsche Type-935 2.6L Turbo Flat-6 | A     | 169  |
| 30 NU | C1    | 12  | Porsche Kremer Racing                         | Pierre Yver Hubert Striebig Max Cohen-Olivar        | Porsche 956                        | Y     | 160  |
| 30 NU | C1    | 12  | Porsche Kremer Racing                         | Pierre Yver Hubert Striebig Max Cohen-Olivar        | Porsche Type-935 2.6L Turbo Flat-6 | Y     | 160  |
| 31 NU | C1    | 53  | Silk Cut Jaguar Tom Walkinshaw Racing         | Gianfranco Brancatelli Win Percy Hurley Haywood     | Jaguar XJR-6                       | D     | 154  |
| 31 NU | C1    | 53  | Silk Cut Jaguar Tom Walkinshaw Racing         | Gianfranco Brancatelli Win Percy Hurley Haywood     | Jaguar 6.0L V12                    | D     | 154  |
| 32 NU | GTP   | 170 | Mazdaspeed Co. Ltd.                           | Pierre Dieudonné Dave Kennedy Mark Galvin           | Mazda 757                          | D     | 137  |
| 32 NU | GTP   | 170 | Mazdaspeed Co. Ltd.                           | Pierre Dieudonné Dave Kennedy Mark Galvin           | Mazda 13G 2.0L 3-Rotor             | D     | 137  |
| 33 NU | C1    | 41  | WM Secateva                                   | Jean-Daniel Raulet Michel Pignard François Migault  | WM P86                             | M     | 132  |
| 33 NU | C1    | 41  | WM Secateva                                   | Jean-Daniel Raulet Michel Pignard François Migault  | Peugeot PRV 2.6L Turbo V6          | M     | 132  |
| 34 NU | C2    | 99  | Roy Baker Racing Tiga                         | Nick Nicholson John Sheldon Thorkild Thyrring       | Tiga GC286                         | A     | 125  |
| 34 NU | C2    | 99  | Roy Baker Racing Tiga                         | Nick Nicholson John Sheldon Thorkild Thyrring       | Ford Cosworth BDT 1.7L Turbo I4    | A     | 125  |
| 35 NU | C1    | 45  | Vetir Racing                                  | Patrick Oudet Jean-Claude Justice                   | Rondeau M382                       | D     | 110  |
| 35 NU | C1    | 45  | Vetir Racing                                  | Patrick Oudet Jean-Claude Justice                   | Ford Cosworth DFL 3.3L V8          | D     | 110  |
| 36 NU | C1    | 36  | Tom’s Co. Ltd.                                | Satoru Nakajima Geoff Lees Masanori Sekiya          | TOM’s (Dome) 86C-L                 | B     | 105  |
| 36 NU | C1    | 36  | Tom’s Co. Ltd.                                | Satoru Nakajima Geoff Lees Masanori Sekiya          | Toyota 4T-GT 2.1L Turbo I4         | B     | 105  |
| 37 NU | C2    | 97  | Ray Baker Racing Tiga                         | Tom Frank Val Musetti Mike Allison                  | Tiga GC285                         | A     | 95   |
| 37 NU | C2    | 97  | Ray Baker Racing Tiga                         | Tom Frank Val Musetti Mike Allison                  | Ford Cosworth BDT 1.7L Turbo I4    | A     | 95   |
| 38 NU | C1    | 19  | Brun Motorsport                               | Thierry Boutsen Didier Theys Alain Ferté            | Porsche 956                        | M     | 89   |
| 38 NU | C1    | 19  | Brun Motorsport                               | Thierry Boutsen Didier Theys Alain Ferté            | Porsche Type-935 2.6L Turbo Flat-6 | M     | 89   |
| 39 NU | C1    | 62  | Kouros Racing Team                            | Henri Pescarolo Christian Danner Dieter Quester     | Sauber C8                          | G     | 86   |
| 39 NU | C1    | 62  | Kouros Racing Team                            | Henri Pescarolo Christian Danner Dieter Quester     | Mercedes-Benz M117 5.0L Turbo V8   | G     | 86   |
| 40 NU | C1    | 18  | Brun Motorsport                               | Walter Brun Massimo Sigala Frank Jelinski           | Porsche 962C                       | M     | 75   |
| 40 NU | C1    | 18  | Brun Motorsport                               | Walter Brun Massimo Sigala Frank Jelinski           | Porsche Type-935 2.6L Turbo Flat-6 | M     | 75   |
| 41 NU | C2    | 83  | Luigi Taverna Technoracing                    | Luigi Taverna Toni Palma Marco Vanoli               | Alba AR3                           | A     | 74   |
| 41 NU | C2    | 83  | Luigi Taverna Technoracing                    | Luigi Taverna Toni Palma Marco Vanoli               | Ford Cosworth DFL 3.3L V8          | A     | 74   |
| 42 NU | C2    | 74  | Gebhardt Motorsport                           | Stanley Dickens Pierre de Thoisy Jean-François Yvon | Gebhardt JC853                     | A     | 68   |
| 42 NU | C2    | 74  | Gebhardt Motorsport                           | Stanley Dickens Pierre de Thoisy Jean-François Yvon | Ford Cosworth DFL 3.3L V8          | A     | 68   |
| 43 NU | C1    | 23  | Nissan Motorsport                             | Kazuyoshi Hoshino Keiji Matsumoto Aguri Suzuki      | Nissan R86V                        | B     | 64   |
| 43 NU | C1    | 23  | Nissan Motorsport                             | Kazuyoshi Hoshino Keiji Matsumoto Aguri Suzuki      | Nissan VG30ET 3.0L Turbo V6        | B     | 64   |
| 44 NU | C1    | 61  | Kouros Racing Team                            | John Nielsen Mike Thackwell                         | Sauber C8                          | G     | 61   |
| 44 NU | C1    | 61  | Kouros Racing Team                            | John Nielsen Mike Thackwell                         | Mercedes-Benz M117 5.0L Turbo V8   | G     | 61   |
| 45 NU | GTP   | 171 | Mazdaspeed Co. Ltd.                           | Yōjirō Terada Takashi Yorino Yoshimi Katayama       | Mazda 757                          | D     | 59   |
| 45 NU | GTP   | 171 | Mazdaspeed Co. Ltd.                           | Yōjirō Terada Takashi Yorino Yoshimi Katayama       | Mazda 13G 2.0L 3-Rotor             | D     | 59   |
| 46 NU | C1    | 52  | Silk Cut Jaguar Tom Walkinshaw Racing         | Brian Redman Hans Heyer Hurley Haywood              | Jaguar XJR-6                       | D     | 53   |
| 46 NU | C1    | 52  | Silk Cut Jaguar Tom Walkinshaw Racing         | Brian Redman Hans Heyer Hurley Haywood              | Jaguar 6.0L V12                    | D     | 53   |
| 47 NU | C1    | 3   | Rothmans Porsche                              | Vern Schuppan Drake Olson                           | Porsche 962C                       | D     | 41   |
| 47 NU | C1    | 3   | Rothmans Porsche                              | Vern Schuppan Drake Olson                           | Porsche Type-935 2.6L Turbo Flat-6 | D     | 41   |
| 48 NU | C2    | 92  | Automobiles Louis Descartes                   | Louis Descartes Jacques Heuclin                     | ALD 02                             | A     | 41   |
| 48 NU | C2    | 92  | Automobiles Louis Descartes                   | Louis Descartes Jacques Heuclin                     | BMW M88 3.5L I6                    | A     | 41   |
| 49 NU | C2    | 89  | Lucky Strike Schanche Racing                  | Martin Birrane Torgye Kleppe Martin Schanche        | Argo JM19                          | G     | 1    |
| 49 NU | C2    | 89  | Lucky Strike Schanche Racing                  | Martin Birrane Torgye Kleppe Martin Schanche        | Zakspeed 1.8L Turbo I4             | G     | 1    |
| 50 NU | C2    | 98  | Roy Baker Racing Tiga                         | David Andrews Mike Hall Duncan Bain                 | Tiga GC286                         | A     | 1    |
| 50 NU | C2    | 98  | Roy Baker Racing Tiga                         | David Andrews Mike Hall Duncan Bain                 | Ford Cosworth BDT 1.7L Turbo I4    | A     | 1    |
| NZ    | C1    | 20  | Tiga Team                                     | Tim Lee-Davey Neil Crang John Gimbel                | Tiga GC86                          | D     | -    |
| NZ    | C1    | 20  | Tiga Team                                     | Tim Lee-Davey Neil Crang John Gimbel                | Ford Cosworth DFL 3.3L Turbo V8    | D     | -    |
| NZ    | C2    | 106 | Bo Strandell                                  | Kenneth Leim Lars Hellberg Peter Fritsch            | Strandell 85                       | ?     | -    |
| NZ    | C2    | 106 | Bo Strandell                                  | Kenneth Leim Lars Hellberg Peter Fritsch            | Porsche Type-934 3.3L Turbo Flat-6 | ?     | -    |